# 斯洛卡站
斯洛卡站是位于拉脱维亚尤尔马拉斯洛卡街区的一个火车站，托尔尼亚卡尔内斯-图库姆斯铁路线经过此站。